# The Cellar Door Sessions
The Complete live at the Cellar Door est un coffret enregistré entre le 16 et le 19 décembre 1970 par Miles Davis et sorti en septembre 2005.

## Titres

### Disque 1
Mercredi 16 décembre 1970 (1er set)
1. Directions (Joe Zawinul) 8:55
2. ''Yesternow (Davis) 17:05
3. What I Say (Davis) 13:12
4. Improvisation #1 (Keith Jarrett) 4:29
5. Inamorata (Davis) 13:59

### Disque 2
Jeudi 17 décembre (2d set)
1. What I Say 13:33
2. Funky Tonk (Davis) 19:59
3. It's About That Time (Davis) 14:41
4. Improvisation #2 (Jarrett) 6:39
5. Inamorata 14:33
6. Sanctuary (Wayne Shorter) 0:30

### Disque 3
Vendredi 18 décembre (2d set)
1. Directions 13:11
2. Funky Tonk 18:31
3. What I Say 15:09

### Disque 4
Vendredi 18 décembre (3e set)
1. Directions 11:53
2. Funky Tonk 17:00
3. What I Say 14:12
4. Sanctuary 2:03
5. Improvisation #3 (Jarrett) 5:04
6. Inamorata 15:14

### Disque 5
Samedi 19 décembre (2d set)
1. Directions 15:09
2. Funky Tonk 20:49
3. What I Say 21:31

### Disque 6
Samedi 19 décembre (3e set)
1. Directions 19:04
2. Improvisation #4 (Jarrett) 5:03
3. Inamorata 18:27
4. Sanctuary 2:12
5. It's About That Time 7:49

## Musiciens
- Miles Davis - Trompette électrique
- Gary Bartz: saxophones soprano et alto
- Keith Jarrett: Fender Rhodes electric piano, orgue Fender Contempo
- Michael Henderson: basse
- Jack DeJohnette: batterie
- Airto Moreira: percussions, cuica (CD 2, 3, 4, 5, 6)

Musicien invité:
- John McLaughlin: guitare électrique (CD 5, 6)